# ناحیه المنصوره (سوریه)
ناحیه المنصوره (به عربی: ناحیة المنصورة) یک بخش در سوریه است که در منطقه الثوره واقع شده‌است. ناحیه المنصوره ۵۸٬۷۲۷ نفر جمعیت دارد.